# Graphania macropis
Graphania macropis là một loài bướm đêm trong họ Noctuidae.